# Aziz Bouderbala
Abdelaziz El Idrissi Bouderbala (em árabe: عزيز الإدريسي بودربالة‎) (Casablanca, 26 de dezembro de 1960) é um ex-futebolista marroquino.

## Carreira

### Clubes
Aziz Bouderbala começou a sua carreira professional no Wydad Casablanca, depois muda-se para o FC Sion da Suíça e mais tarde para Olympique de Lyon. O antigo jogador de futebol trabalhou como director desportivo no seu primeiro clube o Wydad Casablanca.
Em Portugal representou o Grupo Desportivo Estoril Praia.

## Seleção
Ficou uma marca com a sua participação no campeonato do mundo da FIFA pela seleção de Marrocos que logrou uma vitória sobre a selecção portuguesa, realizado no México em 1986.
Em 1986, Bouderbala ganhou o prémio de melhor jogador africano da CAN no Egipto. Em 1988 pela mesma competição volta a conquistar este prémio desta feita no seu país.
Bouderbala era bem conhecido pela sua capacidade de passes e de dribles.

## Treinador e Dirigente
Aziz Bouderbala obteve recentemente o diploma de treinador categoria A na Suíça, foi escolhido para fazer parte  das cinco personalidades desportivas que carregaram a tocha olímpica na sua passagem pelo continente africano no Egipto, em decorrência dos Jogos Olímpicos de Pequim.
A 26 de março de 2005, Aziz Bouderbala foi recrutado como treinador adjunto da selecção nacional de Marrocos.
Em 2006, Aziz Bouderbala foi nomeado como o apresentador do programa " Pied d'or " da Televisão Marroquina e em agosto de 2006 assume de novo as funções de director desportivo do Wydad Casablanca.
Atualmente mora em Cincinnati (EUA), com a mulher e os seus três filhos.